# Língua logba
Logba é uma língua cuá falada no sudeste de Gana por aproximadamente 7.500 pessoas. O povo logba chama a si mesmo e a sua língua Ikpana, que significa 'defensores da verdade'. Logba é diferente de língua lukpa de Togo e Benin, que às vezes também é referido como Logba.

## Classificação
O primeiro tratamento publicado de Logba foi uma gramática curta por Diedrich Hermann Westermann (1903). Westermann incluiu Logba em seu grupo de Togo Restsprachen (línguas remanescentes do Togo), uma terminologia adotada por vários pesquisadores subsequentes . Dakubu e Ford (1988) renomearam esse cluster como línguas do Togo Central, mas desde Ring (1995) elas são comumente referidas como línguas da montanha Gana–Togo. Cerca de uma dúzia de línguas da montanha Gana-Togo fazem parte do ramo das línguas cuás da família das línguas nigero-congolesas.

## Geografia e demografia
O povo Logba vive na Região de Volta] em Gana, a leste do Lago Volta nas montanhas da fronteira Gana-Togo A maioria das cidades e aldeias de Logba estão situadas ao longo da estrada principal de Acra para Hohoe. Aí se incluem os seguintes assentamentos: Wuinta, Akusame, Adiveme, Andokɔfe, Adzakoe, Alakpeti, Klikpo e Tota. Tota está localizada no alto das montanhas Gana-Togo, a leste da estrada Acra-Hohoe. Alakpeti é o centro comercial de Logba, enquanto Klikpo é tradicionalmente a sede do povo Logba. O povo Logba são principalmente agricultores de subsistência, produzindo mandioca, milho, inhame e frutas da floresta, complementados por culturas comerciais como cacau, café e toras de mogno serradas. A área de Logba é conhecida por seu cenário, que inclui cachoeiras, falésias e formações calcárias, incluindo uma ou duas pequenas cavernas conhecidas com espeleotemas menores.
A língua dominante na região é o Jejê], seguida de perto ela língua twi. A maioria das pessoas Logba são bilíngues em jeje. Ao sul da área de Logba vive o povo Avatime. Logba é apenas distantemente relacionado com seus vizinhos diretos Avatime e Nyagbo-Tafi; de acordo com Bernd Heine (1968) está mais intimamente relacionado com as línguas Akpafu e Santrokofi faladas no norte.
É geralmente aceito que o povo Logba não são os habitantes originais da área em que agora residem. Existem duas hipóteses quanto à origem do povo Logba. Heine (1968, seguindo Debrunner), propôs que os Logba são descendentes do povo makɔ́, tendo fugido para o sul após uma derrota na segunda metade do século XVIII

## Escrita
A língua usa oalfabeto latino sem as leras C e Q. Usam-se as formas Dz, Gb, Kp, Ny, Ny, Ts e tamb´em ɛ, ɔ, ŋ, ɖ

## Fonologia

### Consoantes
As consoantes Logba são com se segue:
|             |             | Labial | Alveolar | Retroflex | Palatal | Velar | Labio- Velar | Glotal |
| ----------- | ----------- | ------ | -------- | --------- | ------- | ----- | ------------ | ------ |
| Plosiva     | voiceless   |        | t        | ɖ         |         | k     | kp           |        |
| Plosiva     | sonora      | b      | d        |           |         | g     | gb           |        |
| Fricativa   | surda       | f      | s        |           |         | x     |              | ɦ      |
| Fricativa   | sonora      | v      | z        |           |         |       |              |        |
| Africada    | surda       |        | ts       |           |         |       |              |        |
| Africada    | sonora      |        | dz       |           |         |       |              |        |
| Nasal       | Nasal       | m      | n        |           |         |       |              |        |
| Aproximante | Aproximante |        | l        |           | j       |       | w            |        |

s, z, ts e dz são palatalizados para ʃ, ʒ, tʃ e dʒ, respectivamente, quando ocorrem antes de i. No dialeto Tota, t e d são pronunciados como ts e dz antes de u.

### Vogais
Logba tem um sistema de nove vogais com raiz de língua avançada.  A harmonia vocálica a vocálica em Logba é controlada pela raiz, o que significa que as vogais de seus prefixos nominais se harmonizam com as vogais da raiz. As vogais são nasalizadas quando ocorrem no ambiente imediato de uma nasal.
Logba é uma língua tonal com dois tons de nível: alto e baixo. Esses tons podem ser combinados em uma sílaba, produzindo um tom de contorno ascendente ou descendente.
Todas as sílaba são abertas em Logba. Cada sílaba carrega um tom. A estrutura silábica básica pode ser representada como (C1)(C2)V+T, onde C = |, V = vogal ou silábica nasal e T = tom . Dorvlo (2004) distingue três tipos de sílabas:
1. Núcleo apenas, consistindo de uma vogal ou nasal silábica. Este tipo é encontrado apenas em pronomes e prefixos nominais. Exemplos: ɛ́-mɔ́ 'eles riram'; ɔ́-zɔ́ 'ele/ela foi'; n-dà 'licor'.
2. Início e núcleo. Este é o tipo de sílaba mais comum em Logba; a maioria das palavras são desta forma. Em palavras multissilábicas, pode ocorrer em todas as posições. Exemplos: bà 'vem'; gbà 'varrer'; bìsí 'noz de cola'
3. Início complexo e núcleo. Somente /r/ e /l/ ocorrem como o segundo | do início complexo. Este tipo de sílaba também pode formar uma palavra por si só. Em palavras multissilábicas, in pode ocorrer em todas as posições. Exemplos: à-klɔ́   'cabra'; trò 'recusar'; ìvàflí   ‘(coisa) branca’.

### Tons
Logba é uma língua tonal com dois tons, alto e baixo. Existem algumas palavras que têm tom crescente, todas as quais são palavras emprestadas como zenklǎ (suporete de pote) empréstimo da língua jeje, ou são ideofônicas, como de (palmeira), que imita o som de uma palmeira caindo. Verbos monossilábicos que têm tom baixo em sua forma não flexionada ganham tom alto quando flexionados.!

## Gramática
Como outras linguagens daÁ África, o Logba possui um sistema de classes de substantivos.

## Amostra de texto
xé a-bɔ́-zá n-fú, gbã ibotɛ́ tɛ́ á-yayi a-sɔ́ alo gaze nu xé a-bó-za a-bɛ, a-bɛ a-shianu xé a-bɔ́-zá i-botɛ́ e-wli tsibi bɔtɛ́ memgba nango ɔ-kpɛ. A-bɔ́ na a-bɛ ɔ-dzá. Xé a-bɛ e-be a-bɔ́-gla fɛ́ a-kɔntsi nu.
Português
Se você quer fazer óleo de dendê, primeiro você tem que procurar uma panela ou panela de ferro em que você cozinha o fruto do dendê. A quantidade que você vai cozinhar porque deve ser bastante, deve ser mais ou menos uma tigela grande. Você vai colocar a fruta no fogo. Se o palmito estiver cozido, você o colocará em uma cesta.

## Outras
1. ↑  Veja, por exemplo, Heine (1968). Dorvlo (2005) indica que as pessoas Logba que entendem o significado do termo se sentem incomodadas com esta terminologia.
2. ↑  Heine (1968:30fn8) está ciente da história oral dos Logba, mas descarta esse relato, declaradamente porque Westermann não escreveu nada sobre isso. Veja também Línguas bês.
3. ↑  /gb/ não é uma sequência de /g/ e /b/; é um dígrafo para a parada labio-velar, uma dupla articulação comum em muitas línguas africanas.